# Amy Poehler
Amy Meredith Poehler (Burlington, 16 settembre 1971) è un'attrice, comica e regista statunitense.

## Biografia
Nata a Burlington in Massachusetts, è figlia degli insegnanti Eileen Frances Milmore e William Grinstead Poehler ed ha un fratello, Greg, che vive in Svezia.

### Carriera
Debutta nel 1998 sul canale Comedy Central in una trasmissione intitolata Upright Citizens Brigade, che durerà tre stagioni. Nel 2001 entra nel cast del Saturday Night Live e fa il suo esordio nella prima puntata andata in onda dopo l'11 settembre (ospite speciale della puntata fu Rudolph Giuliani). Farà parte del cast principale dall'anno successivo e vi rimarrà fino al 2008. La Poehler è successivamente comparsa nello show in altre 13 puntate in qualità di conduttrice o come cameo.
Nel 2004 la Poehler rimpiazza Jimmy Fallon in qualità di conduttrice del Weekend Update a fianco di Tina Fey. Le due sono state le prime, e finora uniche, due donne a condurre il Weekend Update assieme. La coppia Poehler-Fey è rimasta tale anche in molti sketch e in apparizioni fuori dall'SNL. Successivamente con l'abbandono della Fey ha condotto a fianco di Seth Meyers (2006-2008) e Horatio Sanz per un breve periodo nel 2005. La Poehler viene anche ricordata all'interno del Saturday Night Live per altri suoi personaggi, come l'imitazione di Hillary Clinton. Grazie alla sua pluriennale partecipazione al programma la Poehler è stata candidata due volte al premio Emmy come miglior attrice di supporto in una commedia.
Dal 2009 al 2015 veste i panni di Leslie Knope, vice-direttrice del dipartimento della manutenzione dei parchi pubblici nella serie Parks and Recreation della quale è anche produttrice. Per questo ruolo ha ricevuto diversi premi tra cui otto nomination al Premio Emmy come migliore attrice e miglior show, ha vinto il Golden Globe 2014 come miglior attrice protagonista in una commedia e ha vinto un Writers Guild of America Award per la miglior serie commedia.

### Vita privata
Ha sposato l'attore Will Arnett il 29 agosto 2003, con il quale ha avuto due figli; Archibald William Emerson "Archie" Arnett il 25 ottobre 2008 e Abel James Arnett il 6 agosto 2010. La coppia ha lavorato insieme in diverse occasioni, la Pohler è infatti apparsa come guest star in Arrested Development e lo stesso ha fatto Arnett in Parks and Recreation. Entrambi hanno anche preso parte del cast di doppiatori originali del film Mostri contro alieni. Il 6 settembre 2012 i due hanno annunciato la fine del loro matrimonio.
Successivamente si è legata all'avvocato Benjamin Graf.

## Filmografia parziale

### Attrice

#### Cinema
- Gigolò per sbaglio (Deuce Bigalow: Male Gigolo), regia di Mike Bigelow (1999)
- Wet Hot American Summer, regia di David Wain (2001)
- Patto con il diavolo (Shortcut to Happiness), regia di Alec Baldwin (2003)
- Mean Girls, regia di Mark Waters (2004)
- L'invidia del mio migliore amico (Envy), regia di Barry Levinson (2004)
- Southland Tales - Così finisce il mondo (Southland Tales), regia di Richard Kelly (2006)
- Tenacious D e il destino del rock (Tenacious D in The Pick of Destiny), regia di Liam Lynch (2006)
- L'uomo dell'anno (Man of the Year), regia di Barry Levinson (2006) – cameo
- Blades of Glory - Due pattini per la gloria (Blades of Glory), regia di Will Speck e Josh Gordon (2007)
- Mr. Woodcock, regia di Craig Gillespie (2007)
- Hamlet 2, regia di Andrew Fleming (2008)
- Baby Mama, regia di Michael McCullers (2008)
- Spring Breakdown, regia Ryan Shiraki (2009)
- Anchorman 2 - Fotti la notizia (Anchorman 2: The Legend Continues), regia di Adam McKay (2013) – cameo non accreditato
- A.C.O.D. - Adulti complessati originati da divorzio (A.C.O.D.), regia di Stu Zicherman (2013)
- Le sorelle perfette (Sisters), regia di Jason Moore (2015)
- Casa Casinò, regia di Andrew J. Cohen (2017)
- Wine Country, regia di Amy Poehler (2019)
- Girl Power - La rivoluzione comincia a scuola (Moxie), regia di Amy Poehler (2021)

#### Televisione
- Arrested Development - Ti presento i miei (Arrested Development) – serie TV, 5 episodi (2004-2005)
- Louie – serie TV, 1 episodio (2012)
- Welcome to Sweden – serie TV, 5 episodi (2014)
- Parks and Recreation – serie TV, 125 episodi (2009-2015)
- Wet Hot American Summer: First Day of Camp – miniserie TV (2015)
- A Very Murray Christmas – film TV (2015)
- Russian Doll – serie TV (2019-in corso)

### Regista
- Wine Country (2019)
- Girl Power - La rivoluzione comincia a scuola (Moxie) (2021)

### Doppiatrice
- Shrek terzo (2007)
- Ortone e il mondo dei Chi (2008)
- Alvin Superstar 2 (2009)
- Alvin Superstar 3 - Si salvi chi può! (Alvin and the Chipmunks: Chipwrecked) (2011)
- I Simpson (The Simpsons) - serie TV, 2 episodi (2005-2014)
- La Grande B! (The Mighty B!) - serie TV, 40 episodi (2008-2011)
- Inside Out (2015)
- Inside Out 2 (2024)

## Riconoscimenti
- 2015 – Teen Choice Awards[2]
  - Candidatura come miglior attrice dell'estate per Inside Out

## Personaggi famosi imitati
- Angela Kinsey
- Avril Lavigne
- Courteney Cox
- Dakota Fanning
- Fergie
- Hillary Clinton
- Jenna Elfman
- Julianne Moore
- Katie Couric
- Kelly Ripa
- Madonna
- Martie Maguire
- Martha Stewart
- Michael Jackson
- Molly Sims
- Sarah Hughes
- Sarah Jessica Parker
- Rosie O'Donnell
- Rosie Perez

## Doppiatrici italiane
Nelle versioni in italiano delle opere in cui ha recitato, Amy Poehler è stato doppiato da:
- Roberta Greganti in Mean Girls, Parks and Recreation, Louie, They Came Together, Girl Power - La rivoluzione comincia a scuola
- Barbara De Bortoli in Gigolò per sbaglio, Blades of Glory - Due pattini per la gloria, Wet Hot American Summer: First Day of Camp, Wet Hot American Summer: Ten Years Later
- Tiziana Avarista in L'invidia del mio migliore amico, A.C.O.D. - Adulti complessati originati da divorzio
- Claudia Razzi in Spring Breakdown, Le sorelle perfette
- Franca D'Amato in Baby Mama
- Antonella Rinaldi in L'uomo dell'anno
- Stella Musy in Wine Country

Da doppiatrice è sostituita da:
- Stella Musy in Inside Out, Il primo appuntamento di Riley, Inside Out 2, Dream Productions
- Veronica Cannizzaro in Alvin superstar 2, Alvin superstar 3 - Si salvi chi può!
- Cinzia Massironi in La grande B!
- Francesca Fiorentini in Mostri contro Alieni
- Barbara De Bortoli in Shrek terzo
- Laura Lenghi in Ortone e il mondo dei Chi
- Daniela Calò in Free Birds - Tacchini in fuga
- Claudia Razzi in Duncanville (Annie)
- Tito Marteddu in Duncanville (Duncan)